# Genius (Album)
Genius ist das zweite Album des US-amerikanischen Rappers Krizz Kaliko. Es erschien am 14. Juli 2009 über das Independent-Label Strange Music.

## Titelliste
1. Intro – 0:18
2. Chip On My Shoulder – 2:11
3. Genius – 2:52
4. Back Pack – 3:38
5. Doe Doe (feat. E-40) – 4:30
6. Get Off (feat. Tech N9ne) – 3:58
7. Butt Naked Fun – 2:53
8. Getcha Life Right (feat. Skatterman und Snug Brim) – 4:40
9. Love You 2 Death – 3:59
10. Misunderstood – 2:49
11. Bipolar – 4:03
12. Dead Wrong – 2:25
13. So High (feat. Kutt Calhoun und Tech N9ne) – 3:10
14. The Chemical – 2:38
15. She'll Do (feat. DJ Chill und Kutt Calhoun) – 3:18
16. Be Right Back (feat. Big Scoob und Tech N9ne) – 3:52
17. Hum Drum (feat. Tech N9ne) – 2:44
18. Happy Birthday (feat. Tech N9ne) – 4:21
19. Choir Boy – 2:34
20. Outro – 0:26

## Rezeption

### Charts
Genius erreichte Platz 85 der US-amerikanischen Billboard 200. Es konnte sich nur eine Woche in den Album-Charts positionieren.

### Kritik
Die E-Zine Laut.de bewertete Genius mit vier von möglichen fünf Punkten. Aus Sicht der Redakteurin Dani Fromm beherrsche Kaliko von „stimmungsvoll eingesprochenen Zeilen über präzise flowende Rap-Parts, Vintage-Soul-Gesang, astreine R'n'B-Einlagen hin zur kratzig-rauen Rockröhre und entfesseltem Gebrüll“ eine „breite Palette der Ausdrucksmöglichkeiten.“ Darüber hinaus sei der Rapper „inhaltlich so unberechenbar wie musikalisch.“ So berichte Kaliko auf der einen Seite etwa „plastisch über ausufernde Schlafzimmer-Späße und derbe Haudraufpartys“, seziere auf der anderen Seite aber auch „furcht- wie schonungslos die eigene Befindlichkeiten“ wie seine Pigment- und Persönlichkeitsstörung. Zusammenfassend charakterisiert Fromm den Rapper als „Chimäre“ aus Tupac Shakur, Curtis Mayfield und den Ying Yang Twins.